# USS Lake (DE-301)
USS Lake (DE-301) là một tàu hộ tống khu trục lớp Evarts được Hải quân Hoa Kỳ chế tạo trong Chiến tranh Thế giới thứ hai. Nó là chiếc tàu chiến duy nhất của Hải quân Mỹ được đặt theo tên thủy thủ John Ervin Lake (1910-1941), người phục vụ trên thiết giáp hạm Arizona (BB-39) và đã tử trận trong vụ tấn công Trân Châu Cảng vào ngày 7 tháng 12, 1941. Nó đã phục vụ cho đến khi chiến tranh kết thúc, xuất biên chế vào ngày 3 tháng 12, 1945 và xóa đăng bạ vào ngày 19 tháng 12, 1945. Con tàu bị bán để tháo dỡ vào ngày 14 tháng 12, 1946. Lake được tặng thưởng hai Ngôi sao Chiến trận do thành tích phục vụ trong Thế Chiến II.

## Thiết kế và chế tạo
Những chiếc thuộc lớp tàu khu trục Evarts có chiều dài chung 289 ft 5 in (88,21 m), mạn tàu rộng 35 ft 1 in (10,69 m) và độ sâu mớn nước khi đầy tải là 8 ft 3 in (2,51 m). Chúng có trọng lượng choán nước tiêu chuẩn 1.140 tấn Anh (1.160 t); và lên đến 1.430 tấn Anh (1.450 t) khi đầy tải. Hệ thống động lực bao gồm bốn động cơ diesel General Motors Kiểu 16-278A nối với bốn máy phát điện để vận hành hai trục chân vịt; công suất 6.000 hp (4.500 kW) cho phép đạt được tốc độ tối đa 21 kn (24 mph; 39 km/h), và có dự trữ hành trình 4.150 nmi (4.780 mi; 7.690 km) khi di chuyển ở vận tốc đường trường 12 kn (14 mph; 22 km/h).
Vũ khí trang bị bao gồm ba pháo 3 in (76 mm)/50 cal trên tháp pháo nòng đơn có thể đối hạm hoặc phòng không, một khẩu đội 1,1 inch/75 caliber bốn nòng và chín pháo phòng không Oerlikon 20 mm. Vũ khí chống ngầm bao gồm một dàn súng cối chống tàu ngầm Hedgehog Mk. 10 (có 24 nòng và mang theo 144 quả đạn); hai đường ray Mk. 9 và tám máy phóng K3 Mk. 6 để thả mìn sâu.
Lake được đặt lườn tại Xưởng hải quân Mare Island ở Vallejo, California vào ngày 22 tháng 4, 1943. Nó được hạ thủy vào ngày 18 tháng 8, 1943; được đỡ đầu bởi bà Carol M. Feldman, và nhập biên chế vào ngày 5 tháng 2, 1944 dưới quyền chỉ huy của Hạm trưởng, Thiếu tá Hải quân A. D.Weeks, Jr.

## Lịch sử hoạt động
Hoàn tất việc chạy thử máy và huấn luyện, Lake khởi hành từ San Francisco, California vào ngày 11 tháng 4, 1944 để hộ tống một đoàn tàu vận tải đi sang khu vực quần đảo Hawaii, và đi đến Trân Châu Cảng vào ngày 20 tháng 4. Nó hoạt động hộ tống vận tải và huấn luyện tại chỗ cho đến ngày 23 tháng 6, khi nó lên đường hộ tống một đoàn tàu vận tải đi sang khu vực quần đảo Marshall. Nó cùng một đội đặc nhiệm tìm-diệt tàu ngầm khởi hành từ Eniwetok vào ngày 5 tháng 7, để tuần tra chống tàu ngầm ngoài khơi quần đảo Mariana, bảo vệ cho các tuyến đường giao thông tiếp liệu trọng yếu nhằm hỗ trợ cho chiến dịch chiếm đóng Saipan và giải phóng Guam. Tách khỏi nhiệm vụ vào ngày 10 tháng 8, nó rời Eniwetok cùng các tàu hộ tống khu trục Reynolds (DE-42) và Donaldson (DE-44) để hộ tống cho tàu tuần dương hạng nhẹ Montpelier (CL-57) trong hành trình quay trở về Trân Châu Cảng, về đến nơi vào ngày 15 tháng 8.
Lake lên đường hộ tống hai tàu buôn cho hành trình đi sang quần đảo Marshall. Trên đường đi nó đã vớt hai binh lính Nhật Bản trên một chiếc bè nhỏ từ đảo san hô Wotje gần đó. Khi đi đến Kwajalein vào ngày 2 tháng 9, nó chuyển giao hai tù binh chiến tranh này cho Lục quân rồi lên đường hộ tống các tàu vận chuyển đưa lực lượng đến khu vực quần đảo Palau để chiếm Peleliu. Đến nơi vào ngày 21 tháng 9, nó tiếp tục làm nhiệm vụ hộ tống vận tải tại khu vực trong những tuần lễ tiếp theo.
Sang tháng 11, Lake hộ tống cho các tàu chở dầu làm nhiệm vụ tiếp nhiên liệu cho Lực lượng Đặc nhiệm 38 thuộc Đệ Tam hạm đội đang hoạt động nhằm tái chiếm Philippines. Nó tiếp tục hoạt động cùng các đội tiếp liệu này ngoài khơi đảo Leyte cho đến khi lên đường hướng đến khu vực quần đảo Bonin vào ngày 15 tháng 2, 1945 để hỗ trợ cho cuộc đổ bộ lên Iwo Jima. Sau khi Iwo Jima đã được bình định, con tàu tiếp tục nhiệm vụ tương tự để phục vụ cho Lực lượng Đặc nhiệm 58 thuộc Đệ Ngũ hạm đội trong trận chiến tại Okinawa. Suốt trong giai đoạn chiến dịch, nó hộ tống các tàu chở dầu đi lại giữa Ulithi và khu vực mặt trận. Đến ngày 8 tháng 8, nó được lệnh hộ tống để bảo vệ chống tàu ngầm cho 12 tàu chở dầu và một tàu chở hàng đi đến ngoài khơi các đảo chính quốc Nhật Bản.
Sau khi chiến tranh kết thúc, Lake lên đường quay trở về Hoa Kỳ, về đến San Francisco vào ngày 13 tháng 10. Nó được cho xuất biên chế tại Mare Island, California vào ngày 3 tháng 12, 1945; và con tàu bị bán cho hãng Puget Sound Navigation Co. tại Seattle, Washington, vào ngày 14 tháng 12, 1946 để tháo dỡ.

## Phần thưởng[2]
|  |                           |  |
|  | Bronze star · Bronze star |  |

| Dãi băng Hoạt động Tác chiến (truy tặng) |                                                                         |                                                                         |                                      |
| Huân chương Chiến dịch Hoa Kỳ            | Huân chương Chiến dịch Châu Á-Thái Bình Dương với 2 Ngôi sao Chiến trận | Huân chương Chiến dịch Châu Á-Thái Bình Dương với 2 Ngôi sao Chiến trận | Huân chương Chiến thắng Thế Chiến II |